# Joseph Gregor
Joseph Gregor (Chernivtsi, 26 de octubre de 1888-Viena, 12 de octubre de 1960) fue un escritor, libretista, teatrólogo, musicólogo e historiador de la música austríaco de origen ruteno. 

## Biografía
Estudió filosofía y musicología en la Universidad de Viena. Trabajó un tiempo como asistente de Max Reinhardt. Fue archivero de la Biblioteca Nacional de Austria. Escribió los libretos de varias óperas de Richard Strauss: Friedenstag (Día de paz, 1938), Daphne (1938) y Die Liebe der Danae (El amor de Dánae, 1940). También escribió el libreto de la ópera Florian Geyer de Hans Ebert (1952). Fue autor de una biografía de Strauss (Richard Strauss. Der Meister der Oper, 1939).
Su hijo Čestmír Gregor fue compositor.

## Obras
- Das amerikanische Theater und Kino. Zwei kulturgeschichtliche Abhandlungen. Amalthea, Leipzig, 1931
- Bibliothekarische Aufgaben zum Filmwesen, en Zentralblatt für Bibliothekswesen, 1931
- Weltgeschichte des Theaters. Phaidon, Zúrich, 1933
- Shakespeare. Phaidon, Viena, 1935
- Perikles. Griechenlands Größe und Tragik. Múnich, 1938
- Richard Strauss. Der Meister der Oper. Piper, Múnich, 1939
- Alexander der Große. Die Weltherrschaft einer Idee. Piper, Múnich, 1940
- Kulturgeschichte der Oper. Ihre Verbindung mit dem Leben, den Werken, des Geistes und der Politik. Gallus, Viena, 1941
- Das Theater des Volkes der Ostmark. Deutscher Verlag für Jugend und Volk, Viena, 1943
- Kulturgeschichte des Balletts. Seine Gestaltung und Wirksamkeit in der Geschichte und unter den Künsten. Gallus, Viena, 1944
- Weltgeschichte des Theaters. Band 1: Von den Ursprüngen bis zum Ausgang des Barocktheaters. Piper, Múnich, 1944
- Geschichte des österreichischen Theaters. Donau, Viena, 1948
- Gerhart Hauptmann Das Werk und unsere Zeit, Diana Verlag, Viena, 1951
- Richard Wagner in unserer Zeit. Ansprache aus Anlaß der Neugründung des Richard-Wagner-Verbundes. Verlag Die Mitte, Saarbrücken, 1958
- Der Schauspielführer